# Jeździectwo na Światowych Wojskowych Igrzyskach Sportowych 2019
Jeździectwo na Światowych Wojskowych Igrzyskach Sportowych 2019 – zawody, które odbyły się w chińskim Wuhanie w dniach 19–21 października 2019 roku podczas igrzysk wojskowych. Mistrzostwa rozgrywane były na WBU Equestrian Venue.

## Harmonogram
| Październik | 18 | 19 | 20 | 21 | 22 | 23 |
| ----------- | -- | -- | -- | -- | -- | -- |
| Jeździectwo |    |    |    | 2  |    |    |

Legenda
|  | Kwalifikacje | F | Finały (ilość) |

## Uczestnicy
Do zawodów zgłoszonych zostało 56 zawodników z 21 państw, a do konkursu drużynowego 16 reprezentacji.

- Argentyna (1)
- Bahrajn (3)
- Brazylia (3)
- Chiny (3)
- Chile (3)
- Ekwador (3)
- Francja (3)
- Hiszpania (3)
- Holandia (3)
- Katar (3)
- Kuwejt (3)
- Luksemburg (1)
- Nepal (2)
- Niemcy (3)
- Portugalia (1)
- Rosja (3)
- Syria (3)
- Tajlandia (3)
- Urugwaj (3)
- Uzbekistan (3)
- Włochy (3)

## Medaliści
| Konkurencja         | Złoto                                                                                   | Wynik | Srebro                                                                                  | Wynik | Brąz                                                                          | Wynik |
| Skoki indywidualnie | Emanuele Bianchi                                                                        | 150   | Claudio Goggia                                                                          | 147   | Mao Lixin                                                                     | 146   |
| Skoki drużynowe     | Rosja · Jewgienij Terentiew (137) · Michaił Atojan (136) · Anastazja Szczerbakowa (121) | 394   | Włochy · Emanuele Bianchi (150) · Filippo Martini di Cigala (134) · Stefano Nogara (81) | 365   | Francja · Chloe Hardy (125) · Grix de la Salle (119) · Benjamin Courtat (114) | 358   |
|                     |                                                                                         |       |                                                                                         |       |                                                                               |       |

## Konkurencje
W turnieju rozegrane zostało dwie konkurencji;
- skoki przez przeszkody indywidualnie
- skoki przez przeszkody drużynowo

## Klasyfikacja medalowa
* Gospodarz zawodów został zaznaczony tym kolorem.
| Miejsce            | Reprezentacja      | Złoto | Srebro | Brąz | Razem |
| ------------------ | ------------------ | ----- | ------ | ---- | ----- |
| 1                  | Włochy             | 1     | 1      | 0    | 2     |
| 2                  | Rosja              | 1     | 0      | 0    | 1     |
| 3                  | Brazylia           | 0     | 1      | 0    | 1     |
| 4                  | Chiny *            | 0     | 0      | 1    | 1     |
| 4                  | Francja            | 0     | 0      | 1    | 1     |
| Ogółem (20 państw) | Ogółem (20 państw) | 2     | 2      | 2    | 6     |

Źródło: Wuhan